# Беломорская военная флотилия
Беломорская военная флотилия — соединение российского и советского Военно-морского флота на Белом море.

## Формирование в Российской империи
В 1734 году для охраны кораблей и верфей в Архангельске и несения сторожевой службы в Белом море была создана Беломорская флотилия, как правило, она именовалась эскадрой при Архангельском военном порту или Архангельской флотилией. Она была расформирована в 1862 году.

## Формирование в период гражданской войны

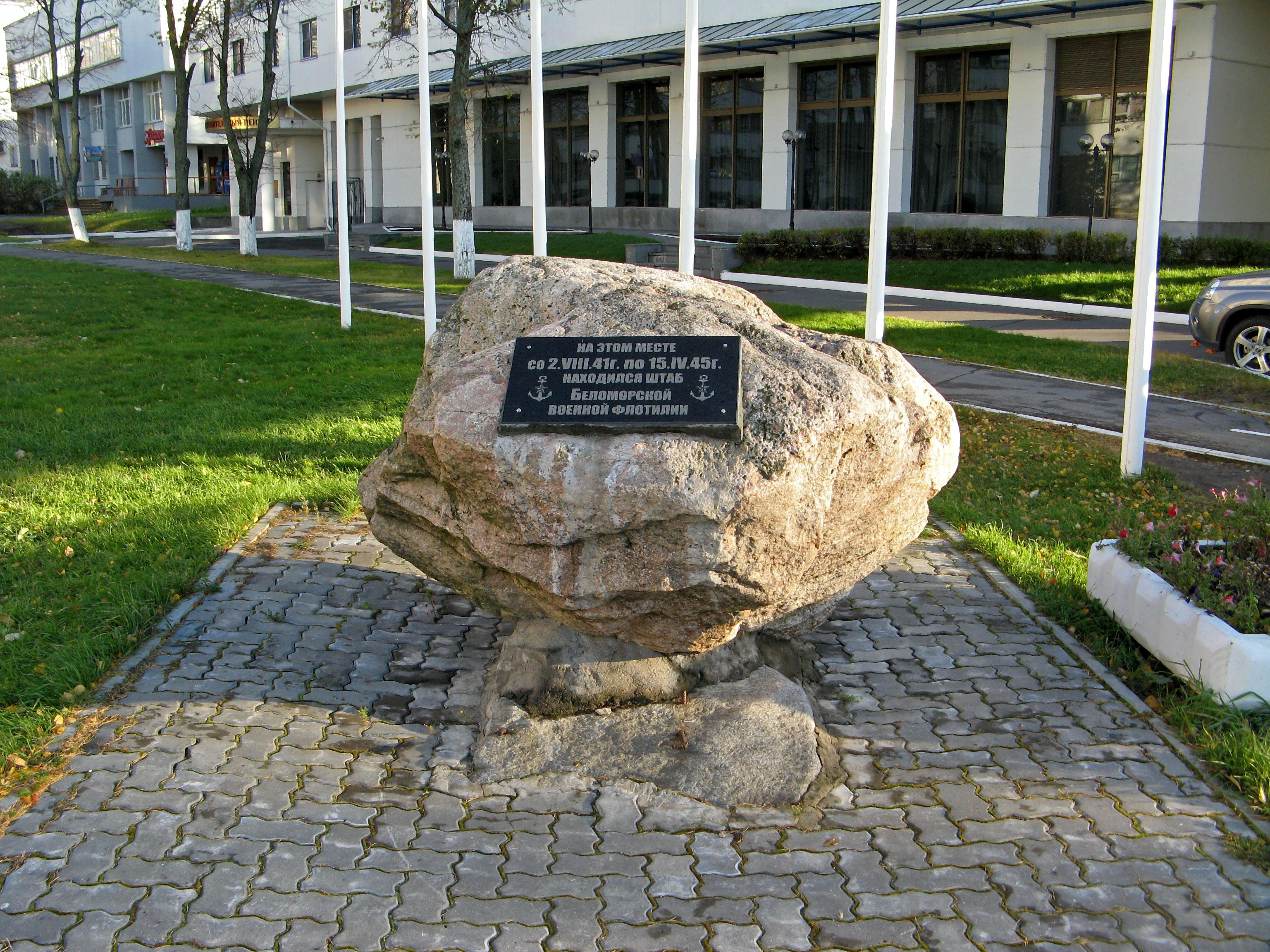
Архангельск, набережная Северной Двины. Памятный знак на месте, где в 1941—1945 годах размещался штаб Беломорской военной флотилии

В РККФ РСФСР была создана 1 марта 1920 года. Выполняла задачи по охране побережья Белого и Баренцева морей, портов Архангельск и Мурманск. Флотилии оперативно подчинялся Северный отряд кораблей Северо-Двинской речной военной флотилии. Но уже 25 апреля 1920 года флотилия была преобразована в Морские силы Северного моря. Флотилией командовал В. Н. Варваци.
На 1920 год флотилия включала в свой состав:
- 1 линкор
- 1 подводную лодку
- 4 эсминца
- 4 тральщика
- 3 вспомогательных крейсера
- 8 ледоколов
- 4 ледокольных парохода
- несколько вспомогательных судов
- 3 дивизиона морских и речных истребителей[4]

## Формирование в годы Великой Отечественной войны
Вторично образована в составе Северного флота 15 августа 1941 года с целью защиты коммуникаций в Белом море, восточной части Баренцева моря и Арктике. Главная база — Архангельск.
В 1941 году в Беломорскую военную флотилию входили дивизион эсминцев и сторожевых кораблей, дивизион минных заградителей, бригада траления, Беломорский сектор береговой обороны, Иокангская военно-морская база. Основными задачами флотилии были защита внутреннего мореплавания на севере и прибывающих союзных конвоев. Для обороны проливов Карские Ворота, Югорский Шар, портов и полярных станций в составе флотилии в конце августа 1941 года был создан Северный отряд (базы — Амдерма, остров Диксон), в который наряду со сторожевыми кораблями и береговыми батареями входили авиагруппа и отряд ледоколов. Впоследствии в связи с расширением операционной зоны в составе Беломорской военной флотилии были сформированы Новоземельская (в губе Белушья, 1942 год) и Карская (на острове Диксон, 1944 год) военно-морские базы.
Всего флотилия имела:
- 3 эсминца
- 3 минных заградителя
- 17 сторожевых кораблей
- 20 тральщиков
- 35 сторожевых катеров
- 15 катеров-тральщиков
- 2 ледокола
- свыше 20 вспомогательных судов
- авиагруппа полковника И. П. Мазурука
- 4 береговые батареи

В конце 1941 года корабельный состав флотилия насчитывал 98 единиц, в конце 1942 года — 140 единиц (подавляющее большинство из них были мобилизованные бывшие гражданские суда). За годы войны силами флотилии проведено 1082 конвоя в составе 2227 судов, из которых потеряно около 20 судов, а всего обеспечила проводку более 2500 транспортов. Тральщики флотилии совершили свыше 3 000 выходов в море, вытралив 102 мины, а также было уничтожено 353 плавающих и прибившихся к берегу мин; по советским данным, кораблями флотилии потоплено 9 немецких подводных лодок; зенитной артиллерией и истребительной авиацией сбито 16 самолётов.
15 апреля 1945 года флотилия расформирована. На её базе создан Беломорский оборонительный район. В декабре 1947 года флотилия воссоздана. В декабре 1956 года преобразована в Беломорскую военно-морскую базу.

## Командный состав
Командующие:
- контр-адмирал М. М. Долинин (04.08—07.10.1941)
- контр-адмирал, с марта 1944 года вице-адмирал Г. А. Степанов (07.10.1941—06.03.1943)
- контр-адмирал, с марта 1944 года вице-адмирал С. Г. Кучеров (11.03.1943—30.08.1944)
- вице-адмирал Ю. А. Пантелеев (30.08.1944—15.04.1945)
- капитан 1-го ранга А. В. Кручёных (декабрь 1947 — март 1948)
- контр-адмирал В. С. Чероков (апрель — декабрь 1948)
- капитан 1-го ранга, с 11.05.1949 контр-адмирал Н. Ф. Богуславский (декабрь 1948 — февраль 1951)
- контр-адмирал Н. И. Шибаев (февраль 1951 — май 1952)
- контр-адмирал В. И. Сурабеков (май — декабрь 1952)
- контр-адмирал Н. Д. Сергеев (январь 1953 — декабрь 1956)

Военные комиссары:
- полковой комиссар Ф. И. Демидов (август — сентябрь 1941 года)
- капитан 1-го ранга (с сентября 1944 года — контр-адмирал) В. Е. Ананьич (сентябрь 1941 года — октябрь 1942 года и декабрь 1943 года — апрель 1945 года)
- начальник политического отдела А. Г. Калужский (с 10.08.1941 по 07.09.1942)
- капитан 1 ранга Зарембо Н. П. (февраль-апрель 1944)

Начальники штаба:
- капитан 1-го ранга М. Н. Попов (04.08.1941—25.02.1942)
- капитан 1-го ранга Ф. В. Зозуля (05.02.1942—20.07.1943)
- капитан 1-го ранга В. П. Боголепов (20.07.1943—15.04.1945)

Командующие ВВС:
- генерал-майор авиации Г. Г. Дзюба (05.12.1944—15.04.1945)